# Coppa della Regina 2022-2023 (pallavolo)
La Coppa della Regina 2022-2023, 48ª edizione della coppa nazionale di pallavolo femminile, si è svolta dal 17 al 19 febbraio 2023: al torneo hanno partecipato sei squadre di club spagnole femminili e la vittoria finale è andata per la terza volta, la seconda consecutiva, all'Haris.

## Formula
Le squadre hanno disputato quarti di finale (non hanno partecipato la prima e la seconda classificata al termine del girone di andata della regular season di SFV 2022-23, già qualificate alle semifinali), semifinali e finale, tutti giocati in gara unica. L'abbinamento nei quarti di finale è stato determinato dal posizionamento in classifica al termine del girone di andata della SVF 2022-23, con la formazione organizzatrice terza testa di serie se non già qualificata in semifinale, mentre gli accoppiamenti per le semifinali sono stati affidati al sorteggio.

## Squadre partecipanti
| Squadra      | Qualificazione                     |
| ------------ | ---------------------------------- |
| Ciutadella   | 3ª al girone di andata SFV 2022-23 |
| Esquimo      | 5ª al girone di andata SFV 2022-23 |
| Haris        | 2ª al girone di andata SFV 2022-23 |
| Kiele        | 4ª al girone di andata SFV 2022-23 |
| JAV Olímpico | 1ª al girone di andata SFV 2022-23 |
| Sant Cugat   | Squadra ospitante                  |

## Torneo

### Tabellone
|  | Quarti di finale | Quarti di finale | Quarti di finale |         |   | Semifinali   | Semifinali   | Semifinali |  |  | Finale | Finale | Finale |  |
|  |                  |                  |                  |         |   |              |              |            |  |  |        |        |        |  |
|  |                  |                  |                  |         |   | 1            | JAV Olímpico | 3          |  |  |        |        |        |  |
|  |                  |                  |                  |         |   | 1            | JAV Olímpico | 3          |  |  |        |        |        |  |
|  |                  |                  | 4                | Kiele   | 2 |              |              |            |  |  |        |        |        |  |
|  | 3                | Ciutadella       | 4                | Kiele   | 2 | 0            |              |            |  |  |        |        |        |  |
|  | 3                | Ciutadella       |                  |         |   |              |              |            |  |  |        |        |        |  |
|  | 4                | Kiele            | 3                |         |   |              |              |            |  |  |        |        |        |  |
|  | 4                | Kiele            | 3                |         | 1 | JAV Olímpico | 2            |            |  |  |        |        |        |  |
|  |                  |                  |                  |         |   |              |              |            |  |  |        |        |        |  |
|  |                  |                  | 2                | Haris   | 3 |              |              |            |  |  |        |        |        |  |
|  | Q                | Sant Cugat       | 2                | Haris   | 3 | 0            |              |            |  |  |        |        |        |  |
|  | Q                | Sant Cugat       |                  |         |   |              |              |            |  |  |        |        |        |  |
|  | 5                | Esquimo          | 3                |         |   |              |              |            |  |  |        |        |        |  |
|  | 5                | Esquimo          | 3                |         | 2 | Haris        | 3            |            |  |  |        |        |        |  |
|  |                  |                  |                  |         | 2 | Haris        | 3            |            |  |  |        |        |        |  |
|  |                  |                  | 5                | Esquimo | 1 |              |              |            |  |  |        |        |        |  |

### Risultati

#### Quarti di finale
| 17 febbraio 2023 Rambla del Celler - Pavelló 3, Sant Cugat del Vallès Durata: 1h:28 - Spettatori: 672   | Ciutadella | 0 - 3 | Kiele   | 20-25, 19-25, 25-27 |
| 17 febbraio 2023 Rambla del Celler - Pavelló 3, Sant Cugat del Vallès Durata: 1h:23 - Spettatori: 1 000 | Sant Cugat | 0 - 3 | Esquimo | 20-25, 21-25, 24-26 |

#### Semifinali
| 18 febbraio 2023 Rambla del Celler - Pavelló 3, Sant Cugat del Vallès Durata: 2h:04 - Spettatori: 1 000 | JAV Olímpico | 3 - 2 | Kiele   | 26-28, 25-23, 16-25, 25-19, 15-13 |
| 18 febbraio 2023 Rambla del Celler - Pavelló 3, Sant Cugat del Vallès Durata: 1h:40 - Spettatori: 1 000 | Haris        | 3 - 1 | Esquimo | 25-21, 26-24, 17-25, 25-23        |

#### Finale
| 19 febbraio 2023 Rambla del Celler - Pavelló 3, Sant Cugat del Vallès Durata: 2h:00 - Spettatori: 1 000 | JAV Olímpico | 2 - 3 | Haris | 22-25, 25-19, 25-16, 27-29, 13-15 |